# Scaptia beyonceae
Scaptia beyonceae (beyoncévlieg) is een soort daas of paardenvlieg die voorkomt op de Atherton Tableland hoogvlakte ten zuidwesten van Cairns in het noordoosten van de Australische deelstaat Queensland. De achterlijfspunt van de daas is bedekt met een dichtbegroeide laag helder goudkleurige haartjes wat de inspiratie gaf tot het geven van de naam. De vlieg is vernoemd naar zangeres en actrice Beyoncé.